# Франсес Ален
Франсес Елизабет Ален (енгл. Frances Elizabeth Allen; Перу, 4. август 1932 — Скенектади, 4. август 2020) била је америчка информатичарка и пионирка у пољу оптимизујућих компајлера. Ален је прва жена која је понела звање IBM Fellow, што је највиша позиција у ИБМ-у и највеће признање које научник, инжињер или програмер може да добије од ове компаније. У 2006. години је постала прва жена која је освојила Тјурингову награду. Њена достигнућа укључују њен рад на компајлерима, омптимизацији програма и паралелизацији.

## Каријера
Аленова је одрасла на фарми у Перуу у Њујорку. Дипломирала је 1954. године на Њујурк Стејт Колеџу за наставнике (сада део Државног универзитета Њујорка у Олбанију) у области математике и почела је да предаје у школи у Перуу, Њујорк. Након две године, уписала се на Универзитет у Мичигену где је мастерирала математику 1957. године.
У великим дуговима, 1957. године се придружила одељку ИБМ-а за истраживање (IMB Research) у Покипсију, Њујорк, као програмерка, где је подучавала нове запослене основама Фортрана. Планирала је да се врати наставничком позиву када отплати студентске дугове, али је остала у ИБМ-у током своје целокупне четрдесетпетогодишње каријере. Аленовој је додељено да ради на пројекту Харвест који се користио за разбијање кодова у америчкој Националној агенцији за безбедност (енг. National Security Agency, NSA) 1959. године и радила је на програмском језику Алфа. Управљала је тимом за компајлерску оптимизацију и у оквиру пројекта Харвест и у оквиру пројекта Стреч (енг. Stretch). Током 1960-их је доприносила ACS-1 пројекту, а током 1970-их PL/I-ју. Од 1970. до 1971. године је била нa Њујорк универзитету, где је касније била гостујући професор. Још једно путовање ју је довело на Универзитет Станфорд 1977. године.
Аленова је постала прва жена која је била проглашена за IBM Fellow 1989. године. Пензионисала се 2002. године, али одржава везе са корпорацијом као емерита (енг. Fellow Emerita). 2007. године, креирана је ИБМ-ова награда (IBM Ph.D. Fellowship Award) која носи њено име.
При добијању Тјурингове награде, описана је на следећи начин:
Њен рад је имао огроман утицај на изучавање и рад компајлера. И сама и заједно са Џоном Коком, увела је многе апстракције, алгоритме и имплементације које су поставиле темељ за технологију аутоматске оптимизације програма. Аленин рад из 1966., „Program optimization” је поставио концептуални основ за систематичну анализу и трансформацију рачунарских програма. Овај рад је увео употребу структура из теорије графова како би се кодирао садржај програма и аутоматски и ефикасно извеле везе и идентификовала места која се могу оптимиѕовати. Њени радови из 1970. „Control Flow Analysis” и „A Basis for Program Optimization” су поставили „интервале” као контекст за ефикасну и ефектну анализу протока података. Њен рад из 1971. године са Коком, „A Catalog of Optimizing Transformations” је пружио први опис и систематизацију оптимизујућих трансформација. Њени радови из 1973. и 1974. године о интерпроцедуралној анализи протока података су проширили анализу на целе програме. Њен рад из 1976. са Куком описује једну од две главне стратегије за анализу које се користе у оптимизујућим компајлерима данас.

Аленова је развила и имплементирала методе као део компајлера за ИМБ-ове Стреч и Харвест, као и експериментални Advanced Computing System. Овај рад је показао могућности и структуру модерних машински- и језички-независних оптимизатора. Такође је основала и водила PTRAN пројекат који је омогућавао аутоматско паралелно извршавање Фортран програма. Њен PTRAN тим је развио нову схему за детекцију паралелизације и направила концепт графа зависности програма, основни структурни метод који се користи у већини компајлера који паралелизују извршавање.— , 

## Награде и признања
Аленова је Fellow IEEE-а и Асоцијације за рачунарску машинерију (АЦМ). 2000. године је постала Fellow Музеја историје рачунарства „за њене доприносе оптимизације програма и компајлирања за паралелне рачунаре.” Изабрана је у америчку Националну академију инжињерства 1987. године, у Америчко филозофско друштво 2001. године, и у Националну академију наука 2010. године. She was named Fellow of the American Academy of Arts and Sciences in 1994.
Примила је награду Чарлс Бебиџ коју додељује ИЕЕЕ друштво за рачунарство (енг. IEEE Computer Society) 1997. године и награду за пионира рачунарства од стране исте органиѕације (енг. Computer Pioneer Award of the IEEE Computer Society) 2004. године. In 1997, Allen was inducted into the WITI Hall of Fame. Освојила је награду Августа Ада Лавлејс награду од стране Асоцијације за жене у рачунарству. 2004. године, Ален је била освојила ABIE награду за техничко вођство (енг. ABIE Award for Technical Leadership) од стране Анита Борг института.
Аленином раду на рачунарству високих перформанси је одата почаст Тјуринговом наградом 2006. године. Постала је прва жена прималац ове награде за четрдесет година колико се оан додељује, а сматра се еквивалентом Нобелове награде за информатику и рачунарство. У интервјуима након добијања награде, изјавила је да се нада да ће то дати више „шанси женама у науци, рачунарству и инжињерству”
Године 2009. јој је додељен почасни докторат на Универзитету Макгил за „пионирске доприносе теорији и пракси технике оптимизујућих компајлера који су поставили темеље за модерне оптимизујуће компајлере и аутоматско паралелно извршавање.”

## Лични живот
Аленова се удала за професора Њујорк Универзитета Џејкоба Т. Шварца 1972. године. Касније су се развели. Нема потомака.